# Lycaeides dalmatina
Lycaeides dalmatina är en fjärilsart som beskrevs av Heinrich Neustetter 1938. Lycaeides dalmatina ingår i släktet Lycaeides och familjen juvelvingar. Inga underarter finns listade i Catalogue of Life.